# Fortune Arterial
Fortune Arterial (フォーチュン アテリアル, Fōchun Ateriaru) é um visual novel adulto japonês, desenvolvido pela August e lançado em uma versão limitada em 25 de janeiro de 2008 para PC em DVD. Uma versão para PlayStation 3 intitulada Fortune Arterial: Akai Yakusoku será produzida pela Kadokawa Shoten. Fortune Arterial é o sexto jogo de August. Um mangá baseado na história do jogo, com ilustrações de Sasaki Akane, foi produzido entre novembro de 2007 e abril de 2008 e divulgado na Dengeki G's Magazine; o mangá foi transferido para a Dengeki G's Festival! Comic em abril de 2008. Uma segunda série de mangá começou em novembro de 2007, produzida pela revista Comptiq da Kadokawa Shoten, com ilustrações de Kodama Miki. Uma adaptação em anime produzida pela Zexcs e pela Feel foi ao ar no Japão em outubro de 2010.

## História
A história gira em torno do protagonista Hasekura Kōhei, que se transferiu para a Academia Shuchikan (修智館学院, Shūchikan Gakuin), localizada em uma ilha distante das principais do Japão, chamada Ilha Tamatsu (珠津島, Tamatsushima), onde o acesso é somente via barcos. Após ser transferido, ele descobre que uma estudante de uma classe próxima, Sendō Erika, é uma vampira.

## Personagens

### Personagens Principais
Hasekura Kōhei (支倉 孝平)
Voz: Nakamoto Shinsuke (Drama CD), Ono Daisuke e Takamori Natsumi (criança) (Anime)
Kōhei é o protagonista da história. Durante toda sua infância, ele se transferiu para muitas escolas, por causa do trabalho de seus pais, por isso ele tenta, na Academia Shuchikan, fazer amizades duradouras.
Sendō Erika (千堂 瑛里華)
Voz: Mimura Shōko (Jogo), Kanda Rie (Anime)
Erika é uma estudante do quinto ano e também é a vice-presidente do conselho estudantil. Ela é uma vampira. Ela é boa em literatura e artes marciais, além de ser bonita, tornando-a popular na escola. Seu irmão mais velho, Iori, é o presidente do conselho estudantil.
Tōgi Shiro (東儀 白)
Voz: Himekawa Airi (Jogo), Minegishi Yukari (Anime)
Shiro é uma estudante do quarto ano que tem uma imagem delicada e é muito tímida. Ela entrou no conselho estudantil como tesoureira graças ao seu irmão mais velho (que também faz parte do conselho). Porém, ela costuma faltar nos encontros do conselho estudantil após a aula.
Kuze Kiriha (紅瀬 桐葉)
Voz: Kusunoki Suzune (Jogo), Narumi Erika (Anime)
Kiriha está na mesma classe que Kōhei. Ela está sempre solitária e não fala com ninguém, inclusive quando falam diretamente com ela. Ela não possui muitos interesses e não está em nenhum clube. Ela sempre mantém uma boa média de notas, mas nunca fica em primeiro lugar, talvez de propósito, exceto em matemática, onde sempre fica em primeiro.
Yūki Kanade (悠木 陽菜)
Voz: Hinami Fūka (Jogo), Nabatame Hitomi (Anime)
Kanade é uma amiga de infância de Kōhei e é a irmã mais velha de Haruna. Ela está sempre de bom humor e otimista e gosta de fazer as coisas do seu próprio jeito. Ela ama muito sua irmã mais nova (ela a chama de "Hina-chan"), a ponto de dizer que se tivesse nascido homem em outra família, ela definitivamente teria casado com Haruna. Kanade é a supervisora do dormitório da Academia.
Yūki Haruna (悠木 陽菜)
Voz: Takatsuki Sakura (Jogo), Taguchi Hiroko (Anime)
Colega de classe de Kōhei e amiga de infância dele. É a irmã mais nova de Kanade. Quando criança, ela era muito amiga de Kōhei e, quando ele partiu, prometeu sempre enviar cartas ao amigo. Porém, Haruna foi atropelada por um caminhão e perdeu as memórias do tempo que passou com Kōhei.

### Personagens Secundários
Sendō Iori (千堂 伊織)
Voz: Kevin Spicy (Jogo), Suwabe Jun'ichi (Anime)
Irmão mais velho de Erika e presidente do conselho estudantil. Assim como sua irmã, ele é um vampiro. Possui uma aparência de modelo, o que o torna popular entre todos os alunos, principalmente os novatos. Apesar de sua aparência de um aluno do sexto ano, sabe-se que Iori já tem mais de 100 anos.
Tōgi Seiichirō (東儀 征一郎)
Voz: Takatori Rei (Jogo), Tsuboi Tomohiro (Anime)
Irmão mais velho de Shiro e tesoureiro do conselho estudantil, junto de sua irmã. Ele é bastante cuidadoso com sua irmã. Costumava ser o presidente do clube de tiro com arco.
Hachimandaira Tsukasa (八幡平 司)
Voz: Berushii Tarō (Jogo), Itō Kentarō (Anime)
Colega de classe de Kōhei, também chamado de "Heiji". Primeiro estudante a se tornar amigo de Kōhei. Ele possui a aparência de um delinquente, mas é bastante amigável.
Amaike Shizuko (天池 志津子)
Voz: Misaki Kotomi (Jogo), Hashino Chizuko (Anime)
Shizuko é a zeladora da igreja e costuma aparecer no dormitório da Academia. Ela está sempre vestindo trajes de irmã. Seu nome cristão é "Margarita", mas muitos estudantes chamam-na de "Irmã Amaike". Ela também é conhecida por andar com frigideiras pelo dormitório, também atuando como supervisora.
Aoto Masanori (青砥 正則)
Voz: Ichijō Kazuya (Anime)
Masanori é o professor responsável pela classe de Kōhei. É o professor de química e supervisor do dormitório masculino.
Presidente do Clube de Arte
Voz: Mizukiri Keito (Jogo)
Seu nome é desconhecido. Ela está no sexto ano e é a presidente do clube de arte. Ela sofre com o declínio do número de participantes do clube. Caso o jogador não consiga ficar com nenhuma das cinco garotas principais, Kōhei se apaixona por ela, na chamada "rota final ruim".
Sendō Kaya (千堂 伽耶)
Voz: Itō Shizuka (Anime)
Mãe de Erika e Iori. Estima-se que tenha 251 anos, mas possui a aparência de uma criança, dando a impressão de ser a irmã mais nova de Erika.

## Mídia

### Mangá
Uma adaptação em mangá, intitulada Fortune Arterial - Character's Prelude foi serializada pela revista Dengeki G's Magazine da ASCII Media Works entre setembro de 2007 e abril de 2008, com ilustrações de Sasaki Akane. Um segundo mangá, Fortune Arterial, começou a ser produzido pela Kadokawa Shoten em novembro de 2007, sendo lançada na revista Comptiq. 

### Anime
Uma série de anime, Fortune Arterial: Akai Yakusoku (FORTUNE ARTERIAL 赤い約束, Fortune Arterial: Promessa Vermelha), produzida pela Zexcs e pela Feel sob a direção de Nawa Munenori, indo ao ar no Japão pela TV Tokyo em 8 de outubro de 2010.

#### Episódios
| #   | Título Original  | Título em Rōmaji   | Título em Português    | Data de Exibição (Japão) |
| --- | ---------------- | ------------------ | ---------------------- | ------------------------ |
| 01  | 渡り鳥           | Wataridori         | Pássaro Migratório     | 8 de Outubro de 2010     |
| 02  | 始業式           | Shigyō-shiki       | Cerimônia de Abertura  | 15 de Outubro de 2010    |
| 03  | 千年泉           | Sen-nen Izumi      | Fonte Milenar          | 22 de Outubro de 2010    |
| 04  | 新入り           | Shin'iri           | Novato                 | 29 de Outubro de 2010    |
| 05  | 鍵               | Kagi               | Chave                  | 5 de Novembro de 2010    |
| 06  | 手紙             | Tegami             | Carta                  | 12 de Novembro de 2010   |
| 07  | 前触れ           | Maebure            | Presságio              | 19 de Novembro de 2010   |
| 08  | 記憶             | Kioku              | Memórias               | 26 de Novembro de 2010   |
| 09  | 眷属             | Kenzoku            | Servo                  | 3 de Dezembro de 2010    |
| 10  | 渇き             | Kawaki             | Sede                   | 10 de Dezembro de 2010   |
| 11  | 訣別             | Ketsubetsu         | Adeus                  | 17 de Dezembro de 2010   |
| 12  | 赤い約束         | Akai Yakusoku      | Promessa Vermelha      | 24 de Dezembro de 2010   |
| OVA | たどり着いた場所 | Tadoritsuita Basho | O Lugar Onde Eu Acabei | 26 de Fevereiro de 2011  |

### Músicas
Tema de Abertura
"Kizunairo (絆-kizunairo-色)"
Letra - RUCCA / Música - Makino Nobuhiro / Cantora - Lia
"I miss you"
Letra e Música - Yagi Yūichi / Cantora - Veli

### Visual novel
August anunciou a produção do visual novel durante o Comiket 71 e, em 21 de fevereiro de 2007, o anúncio oficial saiu no site oficial de Fortune Arterial. Inicialmente, o jogo foi lançado no Japão em uma edição limitada em 25 de janeiro de 2008, para PC. Em 29 de fevereiro a edição regular foi lançada. Uma versão para PlayStation 3, chamada Fortune Arterial: Akai Yakusoku está sendo produzida pela Kadokawa Shoten..

## Ligações Externas
- «Site Oficial» (em japonês)
- (em japonês) Site Oficial do Jogo para PlayStatin 3 http://newtype.kadocomic.jp/fortune/game/ Site Oficial do Jogo para PlayStatin 3 Verifique valor |url= (ajuda) Em falta ou vazio |título= (ajuda)
- «Página do Anime no Site da TV Tokyo» (em japonês)